# Kirchenburg Straßburg
Die Kirchenburg Straßburg (rumänisch Cetatea Aiudului) befindet sich im siebenbürgischen Straßburg am Mieresch (rumänisch Aiud, ungarisch Nagyenyed, deutsch auch Großenyed).

## Geschichte
Über die frühe Geschichte ist wenig bekannt, der Bau geht aber offenbar auf die frühen sächsischen Siedler zurück. Der heutige Komplex ist im Rahmen der Befestigungsmaßnahmen der siebenbürgischen Fürsten nach 1556 entstanden. Der südwestlichste und der südöstlichste Turm mit weit vorkragenden Wehrplattformen und den Maschikuliöffnungen darunter sind im 16. Jahrhundert entstanden, während einige Bauelemente auch aus dem 14. Jahrhundert datieren. Nachdem 1564 keine Einigung zwischen evangelisch-lutherischer und reformierter Kirche erzielt werden konnte, wurde 1720 eine evangelisch-lutherische Kirche gebaut.

## Baubestand

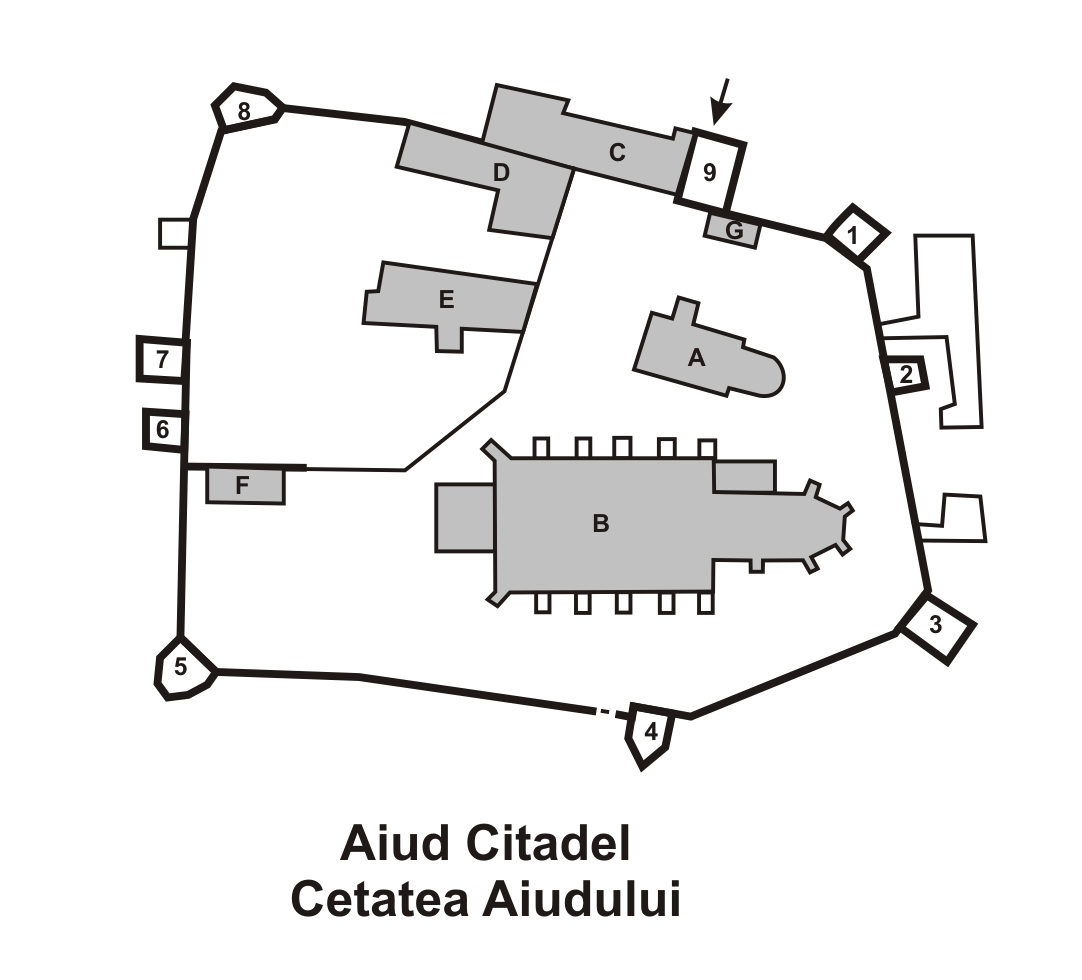
Plan der Kirchenburg:
A. Evangelisch-lutherische Kirche
B. Reformierte Kirche
C. Bethlenhaus
D. Pfarramt
E. Gemeindehaus
F. Ehemaliges Küsterhaus
G. Ehemaliges evangelisches Gemeindehaus
Türme:
1. Fleischerturm
2. Schneiderturm
3. Schusterturm
4. Kürschnerturm
5. Böttcherturm
6. Bürgermeisterturm
7. Kalendas-Turm
8. Schlosserturm
9. Torturm

Charakteristisch sind die der Mauer vorgelagerten neun Wehrtürme und Bastionen, die mit den Zunftnamen benannt sind. Die Ringmauer ist durch zehn Türme verstärkt, von denen zwei ein gemauertes Wehrgeschoss haben. Die Mauer wurde in zwei Bauphasen bis in Höhe von sieben bis zehn Metern errichtet. Der Wassergraben um den Mauerring bestand noch 1763, wurde aber später zugeschüttet. Der Torturm steht an der Nordseite der Anlage. Hier befindet sich auch ein kleines Geschichtsmuseum.

## Reformierte Pfarrkirche
Die mittelalterliche Hallenkirche wurde im 14. Jahrhundert als Basilika begonnen, im 15. Jahrhundert um einen gotischen Chor erweitert. Etwas später wurde der Bau bis auf die Umfassungsmauern abgebrochen und zu einer gotischen Kirche umgebaut. Die Außenmauern wurden erhöht, Maßwerkfenster wurden eingebaut und im Kirchenschiff Pfeiler aufgestellt, die das gotische Gewölbe trugen. Eine Vorhalle an der Nordseite des Kirchenschiffs diente jetzt als Hauptzugang. Im 16. Jahrhundert erhielt der Westturm eine hölzerne Wehrplattform, die im 18. Jahrhundert durch das heutige letzte Turmgeschoss mit Rundbogenöffnungen ersetzt wurde.
Nach Trennung der sächsischen lutherischen von der ungarischen reformierten Kirche diente die Kirche zunächst noch beiden Gemeinden als Gotteshaus.
Im 18. Jahrhundert wurde das gotische Langhaus barockisiert, wobei die Pfeiler ummantelt wurden und eine toskanische Kapitellordnung erhielten. Im Chorraum hat sich der gotische bauzeitliche Charakter mit Netzrippengewölbe und gotischer Sakramentsnische erhalten.

## Lutherische Pfarrkirche
Im Mittelalter befand sich an der Stelle der heutigen lutherischen Kirche eine Kapelle, die laut Bauinschrift 1333 begonnen wurde. Diese auf einem romanischen Vorgängerbau errichtete Kapelle war vermutlich eine kleine Saalkirche, die nach der Reformation als Friedhofskapelle genutzt wurde. Ab 1720 wurde die Kapelle von der lutherisch-sächsischen Gemeinde genutzt.
Bei der Revolution von 1849 wurde der Bau verwüstet. Im Jahre 1856 wurde der heutige Bau errichtet. Der Bau ist nur durch zwei seitliche Lisenenpaare und Rundbogenfenster gegliedert. In die untere Südwand des Baus ist der Inschriftenstein der vorherigen Kapelle eingelassen. Im eingezogenen Chor mit polygonalem Abschluss und Klostergewölbe steht ein Altar von 1872  mit Christusdarstellung.